# 町立高等学校
町立高等学校（ちょうりつこうとうがっこう）は、町が設置する公立の高等学校。町立高校、町立高と略されることもある。

## 概況
町の教育委員会、都道府県の教育委員会が管轄する。
近年は市町村合併により市立高等学校への名称変更や少子化による統廃合でその数も減少傾向にあるが、北海道では道立高校からの移管もあって増加している。
北海道の公立高等学校は道立・一部の市立・町立・村立を通し、頭に「北海道」を冠しているが「北海道」と校名の間に「立」を入れていないため、名称だけでは道立なのか市町村立=のどれであるかは判らない仕様になっている。

## 日本の町立高等学校一覧

### 北海道
- 北海道知内高等学校（知内町）
- 北海道奥尻高等学校（奥尻町）
- 北海道ニセコ高等学校（ニセコ町）
- 北海道南富良野高等学校（南富良野町）
- 北海道剣淵高等学校（剣淵町）
- 北海道幌加内高等学校（幌加内町）
- 北海道天売高等学校（羽幌町）
- 北海道大空高等学校（大空町）
- 北海道壮瞥高等学校（壮瞥町）
- 北海道えりも高等学校（えりも町）
- 北海道日高高等学校（日高町）
- 北海道士幌高等学校（士幌町）
- 北海道霧多布高等学校（浜中町）
- 北海道中標津農業高等学校（中標津町）